# Nana (Manet)
Nana es un cuadro del pintor Édouard Manet. Fue creado en 1877 y muestra a una joven cortesana a medio vestir en su tocador y maquillándose frente a un espejo en compañía de un protector o admirador.

## Creación
Manet comenzó el cuadro en el otoño de 1876 en su estudio, que podía calentarse en invierno. La modelo fue la actriz Henriette Hauser, a quien apodaron "Citron" ya que era la cocotte del príncipe holandés Guillermo de Orange-Nassau, que se quedó varado en París. El caballero que posó como modelo para la figura masculina se les unió en enero de 1877. El cuadro se completó en invierno.

## Descripción
La pintura muestra una escena de interior centrada por una mujer joven que se encuentra en su tocador, mostrada de perfil y cuerpo entero hacia la izquierda, pero su cabeza y sobre todo su mirada se vuelven hacia el espectador. Manet describe con detalle sus rasgos redondos y suaves coronados por rizos dorados, sus dos armas de seducción. Está solo en ropa interior, con camiseta, un corsé azul, pololos de tul blanco, medias azules con bordados de flores y zapatos de tacón alto. Sostiene una borla en su mano derecha para aplicarse polvos de arroz y en la izquierda una barra de carmín. Frente a ella hay un espejo de maquillaje con trípode, un soporte de hierro forjado y dos candeleros integrados con las velas apagadas. Detrás de ella hay un sofá de estilo Luis Felipe con marco marrón dorado y funda color rojo burdeos. Ocupa gran parte del espacio central de la imagen. Dos grandes cojines, en blanco y verde, cubren el lado izquierdo de este sofá detrás de la cadera de la mujer y retoman las líneas de su vestimenta. En el lado derecho del mueble, recortado por el borde de la imagen, se sienta un hombre vestido con frac negro, camisa blanca y sombrero de copa. Sujeta un bastón a lo largo de su pierna izquierda, cruzada sobre la pierna derecha. Tiene un bigote colgante, y su mirada se dirige a la izquierda, más allá de la mujer. En la pared un papel pintado azul que muestra un ibis de pie junto a un cuerpo de agua se distingue del fondo por un ribete marrón. A la izquierda de la imagen, se ven más muebles de la estancia, como una silla con un vestido azul y blanco descansando encima, y detrás de ella una mesa del mismo estilo barroco que el sofá con una maceta con una planta florida. La división de la imagen está determinada por las claras líneas horizontales del papel pintado y el mobiliario de la habitación, combinadas con la vertical del soporte del espejo y la figura femenina.
Al contrario que la Nana de Zola, más bien sórdida y rapaz, Manet muestra un tono desenfadado y doméstico, que recuerda al estilo galante del siglo XVIII. La cortesana, sorprendida maquillándose con satisfacción, se vuelve hacia el espectador sin prisa, sonriendo. La presencia de un hombre vestido junto a una mujer medio desvestida se consideró inapropiada, como mínimo. Se aprecia un cierto simbolismo en la pieza, la forma fálica del bastón que el hombre sujeta, el ibis del tapiz, un pájaro que en la Biblia se considera inmundo, las velas apagadas insinuando que en esta relación no hay el fuego del amor, si no el interés.

## Frente al espejo

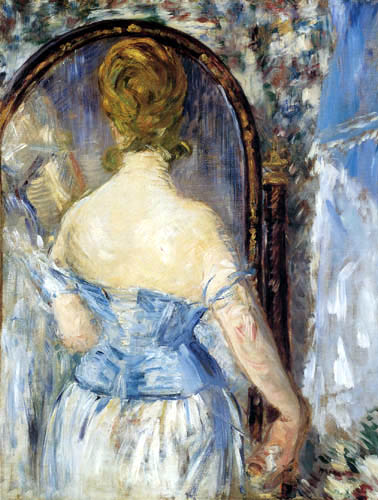
Edouard Manet: Frente al espejo (1876).

La imagen está directamente relacionada con el cuadro Frente al espejo, completado por Manet un año antes, que muestra probablemente a la misma mujer de espaldas frente a un espejo y muestra similitudes en el color y en mostrarse en ropa interior. En contraste con la ejecución detallada de Nana, esta pintura es esquemática y diseñada con pinceladas ásperas. Nana ya tenía ese título cuando Manet la presentó para el Salón de París de 1877, pero fue rechazada por el jurado como ofensiva para la moral. "Nana" en francés es originalmente un diminutivo del nombre Anna. A mediados del siglo XIX se había convertido también en una forma coloquial de llamar a una amante y a las "mujeres ligeras". La referencia a Émile Zola, amigo de Manet, ya se estableció en "A Impressioniste" un soneto de 1877, cuando se exhibió el cuadro en el escaparate de la casa Giroux en el Boulevard des Capucines: "C'est elle, c'est Nana. Manet, d'après Zola, / L'a peinte ". (Es ella, es Nana. Manet la pintó según Zola.) Esto no puede tener relación con la novela del mismo título, que fue publicada como el noveno volumen del ciclo Rougon-Macquart en 1880. Más bien se refiere al séptimo volumen de este ciclo, (La Taberna), en el que aparece el personaje por primera vez; sobre todo en el capítulo 11 dedicado a describir el camino de la joven hacia la prostitución y hacia una cierta pero efímera prosperidad. Es concebible que Zola se inspirara entonces en la imagen de Manet para describir la vida posterior de su personaje en otra novela.

## Reacción de la crítica
Aunque su Olympia ya había indignado a los bien pensantes de París catorce años antes, Nana fue un nuevo escándalo. Por tanto, no es de extrañar que el Salón también prohibiera su entrada y Manet, indignado, la colocara sola en la ventana de la galería de Giroux. Allí fue muy popular, porque en París todo el mundo sabía lo que pasaba en los salones frívolos, pero representarlo tan explícitamente en una imagen todavía se consideraba tabú. Mientras que algunos se sentían ofendidos ante imágenes que consideraban escandalosas e impresionistas, como suele ser el caso, otros estaban bastante entusiasmados. Martold, por ejemplo, escribió sobre los "perpetuadores de sus épocas". Hasta 1877 contó solo dos de ellos para el siglo actual: uno había escrito y se llamaba Balzac, el otro lo vio en Manet.

## Procedencia
La pintura permaneció en posesión del artista hasta la muerte de Manet en 1883. Al año siguiente, en la subasta de sus obras por 3.000 francos, terminó en la colección del doctor Albert Robin, que era amigo de Manet. Más tarde vendió el cuadro al marchante de arte Paul Durand-Ruel, quien se lo vendió al coleccionista Henri Garnier por 15.000 francos. En 1894 Durand-Ruel volvió a comprar el cuadro por 9.000 francos. Este luego vendió Nana por 20.000 francos al fabricante de margarina Auguste Pellerin. En 1910, el marchante de arte berlinés Paul Cassirer compró el cuadro por 150.000 marcos en la colección del banquero de Hamburgo Theodor Behrens. La Kunsthalle de Hamburgo adquirió el cuadro de su viuda en 1924.